# Elisabeth Varga

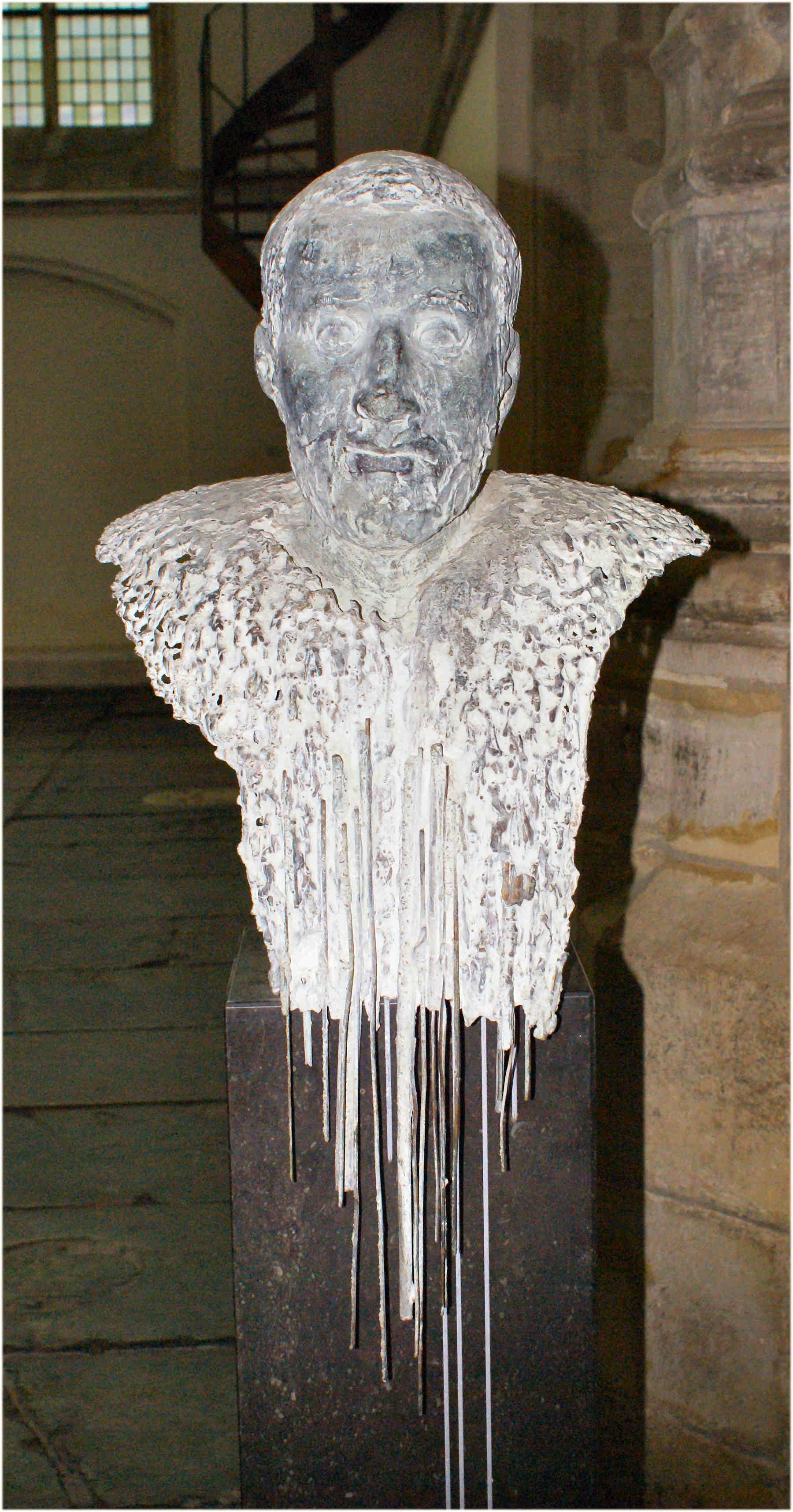
buste Jan Pieterszoon Sweelinck (2005), Oude Kerk (Amsterdam)

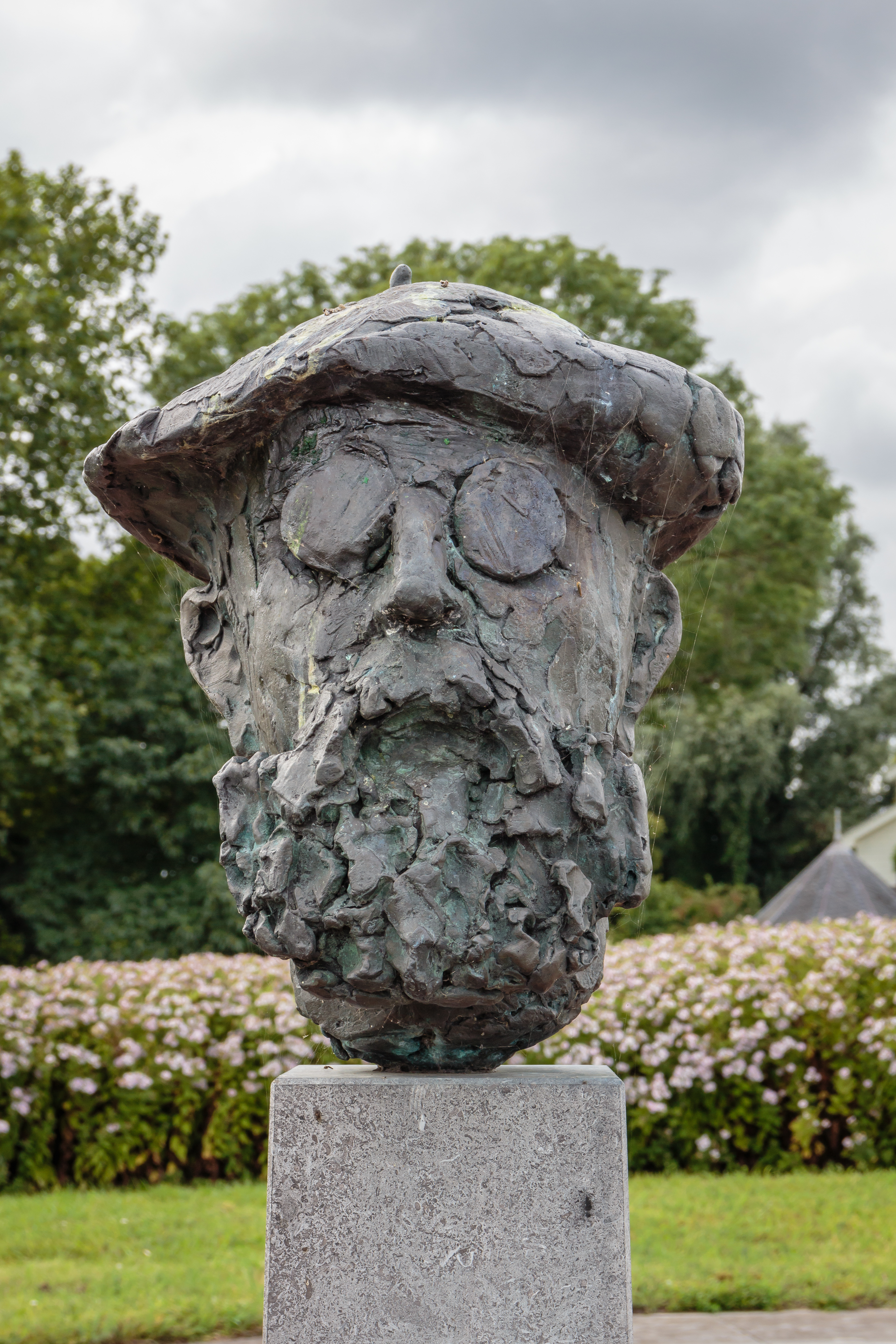
buste Jan Voerman (2007), Hattem

Hendrika Elisabeth Varga (Mijnsheerenland, 23 juli 1948 – Amstelveen, 6 oktober 2011) was een Nederlands beeldhouwer en medailleur.

## Leven en werk
Elisabeth Varga was een dochter van stedenbouwkundige Tamás Varga (1919-1990) en Cornelia Hendrika van der Linde (1922-2006). Als kind knutselde ze met haar Hongaarse vader in klei en papier-maché. Na een periode als au pair in Amerika koos ze echter voor een opleiding tot verpleegkundige bij het VU in Amsterdam. Ze beëindigde die toen ze tijdens haar stage aanliep tegen zelfbeschikkingsrecht en het gebruik van medicatie. Varga maakte in deze periode kleine danseresjes in was en klei. Ze koos voor een kunstzinnige opleiding en bezocht de Christelijke Academie voor Beeldende Kunsten in Kampen (1976-1977) en volgde de internationale zomeracademie van de Schule des Sehens in Salzburg (1978). Op aanraden van Paul Grégoire vervolgde Varga haar opleiding aan de Rijksakademie van beeldende kunsten in Amsterdam (1978-1982), waar ze les kreeg van onder anderen Grégoire, Eric Claus, Cor Hund en Theresia van der Pant. Varga was geen hakker, ze maakte haar beelden en kleinplastiek graag in klei, gips en brons.
Varga maakte onder meer danseressen in cortenstaal en portretten. Ze maakte in 2005 een buste van de componist Jan Pieterszoon Sweelinck voor de Oude Kerk in Amsterdam. In 2007 nam ze met Erzsébet Baerveldt en Pépé Grégoire deel aan een prijsvraag voor een beeld ter herinnering aan de schilder Jan Voerman. Het ontwerp van Varga, een buste van de oudere Voerman, werd door de Hattemse bevolking verkozen en door Henk van Ulsen onthuld.
Penningkunst
Door bemiddeling van leermeester Claus kreeg Varga in 1986 van de gemeente Holten haar eerste opdracht voor het ontwerpen van een penning. De gemeente wilde een enkelzijdig ontwerp, met daarop het wapen van Holten, de keerzijde kon dan gebruikt worden voor een inscriptie. Het ontwerp van Varga werd tweezijdig, met aan de voorzijde de aan het wapen ontleende Maria met het Christuskind en aan de keerzijde in elkaar schuivende varkenskoppen. Ze voerde 'm zo uit dat de penning kan blijven staan. Ze maakte meerdere penningen in opdracht, waaronder herdenkingspenningen voor de Leidse universiteit en de Koninklijke Bibliotheek.
In opdracht van de Vereniging voor Penningkunst ontwierp Varga twee jaarpenningen, een ter herinnering aan Constantijn Huygens (1996) en een ter herinnering aan prins Claus (2003), die werden gegoten bij Binder. Voor haar penningoeuvre ontving ze de Grand Prix van de Fédération internationale de la médaille d'art (2004) en de Innovation Prize op de 6th International Biennial of Contemporary Medals (2010).
Elisabeth Varga overleed op 63-jarige leeftijd. Ze is begraven op Zorgvlied. Haar werk is opgenomen in de collecties van onder andere het Geldmuseum, Rijksmuseum Amsterdam en het Teylers Museum.

## Enkele werken
Beelden
- 1995: Coming on Stage, bij ING-kantoor aan het Vinkenplein in Bilthoven. Het beeld van twee flamencodanseressen in cortenstaal werd meerdere malen vernietigd en is in 2017 gesaneerd.[7]
- 1996: Transsylvanische danseres in Theater de Veste in Delft.
- Lorelei.
- 2005: buste van Jan Pieterszoon Sweelinck in de Oude Kerk in Amsterdam.
- 2007: buste van Jan Voerman, Voermanplein, Hattem.
- Mongoolse Adelaarsdans, collectie Museum De Buitenplaats.

Penningen
- 1986: gemeente Holten.
- 1991: Langs de zijderoute.
- 1993-1994: On the top of the circle, aangekocht door het British Museum.
- 1993: 70e verjaardag van Cees van Hengel (1923-2001), registeraccountant en numismaat.
- 1995-1996: Constantijn Huygens, jaarpenning Vereniging voor Penningkunst.
- 1998: Tweehonderd jaar Koninklijke Bibliotheek.[8]
- 2000: Van Gelder-penning, ter herinnering aan prof. dr. Hendrik Enno van Gelder (1916-1998), directeur van Het Koninklijk Penningkabinet.
- 2001: Penning behorend bij de Van der Hoogt-prijs van de Maatschappij der Nederlandse Letterkunde.
- 2003: Prins Claus, jaarpenning Vereniging voor Penningkunst.
- 2005: Lustrumpenning van de Universiteit Leiden.[9]
- Penning behorend bij de Prijs voor Meesterschap van de Maatschappij der Nederlandse Letterkunde.[8]

Publicaties
- Elisabeth Varga, "Waar het om draait : Reis over het penningvlak van de Drenkelingenpenning", De Beeldenaar 31 (2007) nr. 1, p. 13-16.

- Biografisch Portaal: 43425130
- Gemeinsame Normdatei: 1299964877
- RKD-Nederlands Instituut voor Kunstgeschiedenis: 79444
- Virtual International Authority File: 5782169321736338640000